# Chartreuse Sainte-Marie du Val-Saint-Georges
La chartreuse Sainte-Marie du Val-Saint-Georges, ou chartreuse Notre-Dame du Val-Saint-Georges, est un monastère chartreux, construit au deuxième quart du XIIIe siècle sur la commune de Pouques-Lormes (actuel département de la Nièvre en Bourgogne-Franche-Comté, détruit par un incendie au XVIe siècle, reconstruit au XVIIe siècle puis à nouveau détruit en 1792 pendant la Révolution.

## Historique
À un kilomètre au sud de Pouques-Lormes, au fond de la vallée, se trouvent les ruines de l'ancienne chartreuse de Sainte-Marie du Val-Saint-Georges dont seuls subsistent l'ancien logis du prieur, des vestiges de l'église conventuelle et le corps d'entrée de cet établissement religieux qui prit rang de prieuré[pourquoi ?]. Elle était située dans un lieu portant le nom de forêt d'Espesse, Spissa, que les moines défrichèrent. C'est aujourd'hui une propriété privée ne se visitant pas.
Elle fut fondée en 1235 par Hugues III de Lormes, baron du lieu et seigneur de Château-Chinon, avec son épouse Elvis de Montbard, dame d'Espoisse, pour le « remède » de leurs âmes et celles de leurs parents, vivants et morts. La charte de fondation, entre autres points, autorisait les chartreux à acquérir dans toute l'étendue de la terre de Lormes, des biens mainmortables, et à les tenir ensuite en franchise ; ce qui fut confirmé par une sentence du bailliage de Saint-Pierre-le-Moûtier, en 1601.
La même année 1235, le comte et la comtesse de Nevers, desquels les biens concédés relevaient en fief-lige, ratifièrent la fondation de la chartreuse.
Guy de Vergy, évêque d'Autun, issu d'une très ancienne et des plus illustres maisons de Bourgogne, et proche parent de Hugues de Lormes, approuva aussi la fondation de cette maison dont l’achèvement était proche, et confirma les moines dans la possession des terres, bois, prés, dîmes, rentes en blé, en vin et deniers, usages, pacages et autres droits, franchises et libertés, qui leur avaient été concédés. Le document fut scellé du sceau du chapitre et de celui de l'évêque.
Au XVIe siècle un vaste incendie va réduire la totalité de la chartreuse en cendres. Plusieurs historiens pensent que l'incendie fut allumé par les calvinistes, peut-être à la suite du combat qui se déroula entre Magny et Le Pontot, à une distance proche ?
En 1776, le prieur Dom Hilaire Willemin eut un différend avec le comte François-Louis-Antoine de Bourbon-Busset concernant les directes et censives de la baronnie de Saint-Martin qu'il prétendait appartenir à son monastère en vertu de l'acte de fondation. Un traité amiable fut signé entre les deux parties, Hilaire Willemin abandonnant au comte celles de Pouques, Vassy, Montigny, Magny, Bailly, Vellerot, avec une somme de deux cents livres et un demi-cent de carpes.
L'histoire de cette abbaye est peu connue car les archives de l'établissement furent brûlées sur la place publique de Corbigny en 1792. Lorsqu'ils furent dispersés les moines étaient au nombre de quinze. Ils avaient pourtant, quelques mois auparavant, pensant obtenir les bonnes grâces et la protection de la Garde nationale de Lormes, offert à celle-ci un drapeau tricolore.

## Architecture
La description suivante est celle de la disposition des lieux antérieure à l'incendie du XVIe siècle.
Au nord se situait le portail d'entrée, précédé d'une longue allée d'arbres qui conduisait au village de Pouques. Sur le côté s'élevait une église gothique surmontée d'une haute flèche octogonale ; elle était destinée aux nombreux serviteurs attachés à l’établissement religieux et aux nombreux visiteurs étrangers.
En avançant, on pénétrait dans une grande cour au milieu de laquelle jaillissait une source abondante. À gauche s'élevait un vaste logis, armé de deux tours, avec un beau jardin devant la façade de l'est ; c'était le logement du prieur. À droite se développait un bâtiment parallèle consacré aux gens de métier comme les forgerons, menuisiers, tonneliers, couvreurs et autres serviteurs de la maison.
Au fond de la cour, au milieu d'un groupe de six nouveaux corps de bâtiments, composés de la salle du chapitre, du réfectoire, du logement du procureur, de celui du coadjuteur, se dressait l'église de la communauté dans le même style que la précédente. C'était un édifice vaste et bien bâti où se trouvaient les tombeaux des fondateurs et de quelques bienfaiteurs. Le portail et la fenêtre du sanctuaire étaient remarquables. Au-dessus du chœur s'élevait le clocher de forme carré, et derrière s'étendait le cimetière, décoré d'une croix de pierre.
Après avoir traversé ce groupe d'édifices, on pénétrait dans une seconde cour entourée de beaux cloîtres et de treize cellules de religieux ayant chacune son jardin, clos de mur. Une longue ceinture de muraille enveloppait le tout.
En 1865, il ne restait plus que l'habitation du prieur et quelques ruines de l'église conventuelle.

## Mobilier
- l'autel de l'église conventuelle se trouvait dans la chapelle nord de l'église Saint-Alban de Lormes, ouverte en 1620 ;
- un lutrin est aujourd'hui conservé dans l'église de Corbigny ;
- une Piéta est aujourd'hui conservée dans la chapelle du château de Villemolin.

## Gisants
- Hugues III de Lormes, 1236, fondateur ;
- Elvis de Montbard, dame d'Espoisse, fondatrice.

## Abbés et prieurs
Des soixante-huit prieurs environ qui ont gouvernée la chartreuse, l'histoire a retenu :
- 1405 : Dom Jean Dousset ;
- 1590 : Dom Bruy de Pierrerive ;
- 1607 : Dom Jean Leroy ; Dom Jean Lecomte, procureur ;
- 1613 : Dom Martin Gohard, procureur ;
- 1621 : Dom Robert Caillot ; Antoine Hubert, procureur ;
- 1669 : Dom Fulgence Dandignier ; François Gerron, procureur ;
- 1672 : Dom Crespin de Biney ;
- 1674 : Emmanuel Vau, procureur ;
- 1687 : Dom Jacques Messier ; Étienne Baudot, procureur ;
- 1695 : Dom François Gerron ; Hugues Mullot, procureur ;
- 1761 : Dom Jean-Baptiste Regnier ;
- 1776 : Dom Hilaire Willemin ; Joseph de Montenard, procureur.

## Religieux notable
D'octobre 1781 à novembre 1786, Albert Joseph Leroy, dit Dom Anthelme (né le 24 novembre 1752 à Estaires), séjourna à la chartreuse. Profès de Gosnay du 20 juin 1773, il rejoint sa communauté du Val Saint-Esprit à Gosnay. Il se retire avec la communauté à la maison de regroupement de Notre-Dame-des-Sept-Douleurs à La Boutillerie, près Fleurbaix, en 1791. Il ne laissa aucun souvenir après son expulsion en 1792.

## Propriétés et revenus
- cantons de bois : Les Tours ; Le Deffend ; Le Pignon ; Le Vernet-Saint-Jean ; Les Gaux ; Le Verneau[Note 4] ;
- clos de vignes ;
- Chanvy appartenait à la chartreuse en 1405 ; le prieur Jean Dousset en vendit une partie ;
- Boussegré, au nord de Lormes, fut acquis, en 1678, par les religieux de Jean de Marchand, sieur de Belleroche, cavalier de la Compagnie du gouverneur de Montal, pour la somme de « six cents livres, payées en pistoles d'or, écus blancs et aultre monnoye, ayant cours dans le royaulme »[5].

Au moment de sa chute les revenus de cette chartreuse étaient de 41 000 livres, provenant de vingt domaines, de divers cantons de bois.
- un quart des dîmes de la paroisse de Pouques dont la collation était à l'évêque[6] ;
- dîmes de Magny ;
- droits de champarts, de bourdelages et droit de cens sur une grande partie des maisons de Lormes-Châlons ;
- dans la rue Martay à Lormes, droit de cens sur toutes les maisons de cette rue[7].
- directes et censives de la baronnie de Saint-Martin ;
- directes et censives à Pouques, Vassy, Montigny, Magny, Bailly, Vellerot, abandonnés en 1776, par le prieur Hilaire Willemin au profit de François-Louis-Antoine, comte de Bourbon-Busset ;
- moulins à Lormes, le moulin de la ville, moulin banal situé sous la chaussée du Grand-Étang de la Ville, et l'Étang du Goulot, au sud de la ville. La famille Rousseau les tenait en fief du comté de Château-Chinon, elle les vendit au chartreux du Val Saint-Georges le 13 mars 1666[8].